# William Tracy
Pour les articles homonymes, voir Tracy.
William Tracy est un acteur américain né le 1er décembre 1917 à  Pittsburgh (États-Unis); mort à Hollywood (Californie) le 18 juin 1967.

## Filmographie partielle
- 1938 : Les Cadets de Virginie (Brother Rat) de William Keighley
- 1939 : Million Dollar Legs de Nick Grinde
- 1940 : Gallant Sons de George B. Seitz
- 1940 : En avant la musique (Strike Up the Band) de Busby Berkeley : le juge John Black
- 1940 : Rendez-vous (The Shop Around the Corner) d'Ernst Lubitsch : Pepi Katona
- 1941 : Son premier baiser (Her First Beau) de Theodore Reed
- 1941 : Tillie the Toiler : Mac
- 1941 : Joies matrimoniales (Mr. & Mrs. Smith) d'Alfred Hitchcock : Sammy
- 1941 : Tanks a Million de Fred Guiol : Dorian Doubleday
- 1941 : La Route du tabac (Tobacco Road) de John Ford : Dude Lester
- 1942 : Les Rivages de Tripoli (To the Shores of Tripoli) de H. Bruce Humberstone : Johnny Dent
- 1942 : Young America de Louis King : Earl Tucker
- 1948 : La Ville empoisonnée (The Walls of Jericho) de John M. Stahl : Cully Caxton